# Miroslav Trifunović
Miroslav Trifunović (Kragujevac, 14 de agosto de 1894—Zelengora, 13 de maio de 1945) foi um general de brigada do exército do Reino da Iugoslávia e comandante dos Chetniks na Sérvia no posto de general de divisão durante a Segunda Guerra Mundial.

## Biografia
Trifunović nasceu em Kragujevac em 14 de agosto de 1894. Na Primeira Guerra Mundial, lutou nas posições ao redor de Kajmakčalan e depois da guerra foi condecorado com a Ordem da Estrela de Karađorđe com espadas. Graduou-se na academia militar de Belgrado em 1925. Foi promovido ao posto de general de brigada em 1938. Ele também completou a preparação do Estado-Maior. Antes da guerra, ele também trabalhou na Academia Militar como professor. Lecionou as disciplinas “Tática” e “Treinamento de Infantaria”. Escreveu vários livros importantes sobre o modo de guerra pashadiano.
Antes do início da guerra, ele foi premiado com a estrela Karađorđev com espadas, grau II. Na Invasão da Iugoslávia, foi comandante intendente do 3º Exército de Milan Nedić. Após a captura de Skopje, recuou em direção a Niš, e após a capitulação escondeu-se na área de Toplica.

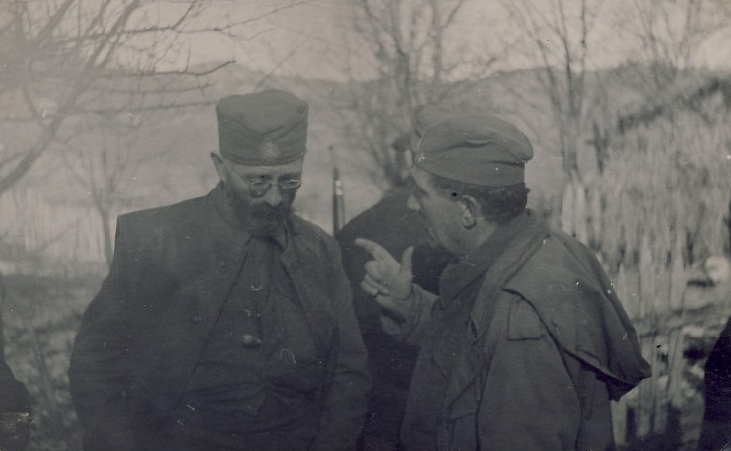
Draža Mihailović e Trifunović

No verão de 1941, foi colocado sob o comando do Coronel Draža Mihailović e encarregado de organizar o território da Sérvia. Após a nomeação de Draža Mihailović como general do exército, Trifunović recebeu uma diretriz para estabelecer uma organização Chetnik na área de Trstenik e Vrnjačka Banja. Após a organização do primeiro corpo, Trifunović foi nomeado delegado do Estado-Maior de Draža Mihailović na Sérvia em outubro de 1942 e ao mesmo tempo foi nomeado comandante da Sérvia com autoridade para resolver a questão de todos os corpos.
Durante a estada do Comando Supremo em Montenegro no verão de 1942. Trifunović conseguiu organizar 35 corpos e 4 grandes grupos de corpos que estavam então na Sérvia. No final de 1943 recebeu amplos poderes de Draža Mihailović. Foi legalizado por Milan Nedić no início de 1942 e permaneceu legalizado até a invasão partisan da Sérvia.
Empreendeu as operações "Heinrich" e "Trajbjagt", estreitamente relacionadas com a Operação Schwarz. Por decreto do rei Pedro II, ordenaram a captura de Trifunović e todo o seu Estado-Maior. Em 23 de dezembro de 1943 foi promovido ao posto de general de divisão, juntamente com Dragiša Vasić (promovido ao posto de coronel) e Stevan Moljević (promovido ao posto de tenente).
Após a entrada dos destacamentos partisans na Sérvia, Trifunović participou de uma reunião com Dimitrije Ljotić perto de Gornji Milanovac. Depois, um acordo foi realizado para a formação de uma frente nacional comum na Sérvia para lutar contra os comunistas. Depois disso, Trifunović convocou uma conferência com todos os chefes de família rurais proeminentes em Takovsko srez e explicou-lhes a situação militar e política na Sérvia. Como resultado das negociações entre Trifunović e Ljotić, deveria ocorrer um encontro entre Mihailović e Ljotić, mas nunca aconteceu. Nas negociações finais com Ljotićevci, Miroslav Trifunović conseguiu transformar a Guarda Estatal Sérvia e a Guarda Fronteiriça Sérvia no Corpo de Ataque Sérvio (SUK), que recuará através de Sandžak e da Bósnia sob o seu comando. No final de dezembro de 1944, ingressou no Estado-Maior Supremo de Mihailović e lá permaneceu até o fim.
Juntamente com as forças Chetnik, ele recuou para a Bósnia e dirigiu-se para a Sérvia em maio de 1945.
Ele foi morto na Batalha de Zelengora em 13 de maio de 1945, quando um projétil caiu perto do quartel-general do Comando Supremo. Ele foi enterrado sob uma chuva de balas e honras militares nas florestas de Zelengora.